# Српска православна црква
Српска православна црква (СПЦ) јесте аутокефална помјесна православна црква, са достојанством патријаршије. У диптиху православних цркава налази се на  6.месту по редоследу Цариградске патријаршије, односно на 7.месту по редоследу Московске патријаршије.
Српска православна црква је заслугама Светог Саве стекла аутокефалност 1219.  као Жичка архиепископија (касније Пећка архиепископија). Архиепископија је уздигнута на степен патријаршије 1346, када је постала позната као Пећка патријаршија. Османско царство је укинуло патријаршију 1766, иако је неколико регионалних дијелова и даље постојало, међу којима је најистакнутија била Карловачка митрополија у Хабзбуршкој монархији. Хатишерифом из 1830. призната је слобода вјере и право на вишу јерархију у вазалној Кнежевини Србији. Црквена аутономија је враћена 1831. успостављањем самоуправне Београдске митрополије, а аутокефалност је обновљена 1879. године. Пећка патријаршија под називом Српска православна црква је обновљена 1920. уједињењем Београдске, Карловачке, Цетињске, Буковинско-далматинске Митрополије и Православне цркве у Босни и Херцеговини.  чиме је враћен статус патријаршије у редовно стање пре укидања, што је потврђено и томосом Светог синода Васељенске патријаршије од 1922.године.
Већина становника Србије, Црне Горе и Републике Српске су вјерници Српске православне цркве. Канонска јурисдикција Српске православне цркве су подручја Србије, Црне Горе, Босне и Херцеговине, Хрватске и Словеније, док у српској дијаспори постоје бројне епархије. Патријарх српски је врховни поглавар. Садашњи патријарх је Порфирије, устоличен 19. фебруара 2021. године.

## Историја

### Рано хришћанство
Хришћанство је почело да се шири југоисточном Европом током 1. вијека. Ранохришћански мученици Флор и Лавр из 2. вијека, који су убијени заједно са још 300 хришћана у Улпијани (код данашњег Липљана), пошто се као хришћански свеци. Страдао је и епископ сирмијумски Иринеј 304. године. Римски цар Константин Велики (306 —337), рођен у Наису (данашњи Ниш), био је први хришћански владар Римског царства. Неколико мјесних епископа, са сједиштем у данашњој Србији, постало је истакнуто током 4. вијека, као што су Герман Сирмијумски, Урсакије Сингидунумски, Секундијан Сингидунумски, а неколико сабора је одржано и Сирмијуму.
Царство је подијељено 395, а источна половина је касније постала позната као Византија. Цар Јустинијан I је 535. успоставио архиепископију свом родном граду Јустинијани Прими (код данашњег Лебана). Архиепископија је имала црквену јурисдикцију на свим провинцијама Дијецезе Дакија. Почетком 7. вијека, византијски и црквени поредак у регији је уништен најездом Авара и Словена. У истом вијеку обновљен је црквени живот у провинцији Илирик и Далмација након израженије христијанизације Срба и остали Словена под руководством Римске цркве. У 7. и средином 8. вијека ово подручје није било под јурисдикцијом Цариградске патријаршије.

### Христијанизација Срба
Историја раносредњовјековне српске кнежевине забиљежене у дјелу О управљању царством, које је саставио византијски цар Константин VII Порфирогенит (в. 913—959). У дјелу је информације о Србима црпио, између осталих, из српских извора. За Србе се говорило да су заштиту добили од цара Ираклија (в. 610—641), а Порфирогенит је нагласио да су Срби одувијек били под царском влашћу. Према О управљању царством, центар из којег су Срби примили крштење означено је као Рим. Његов извјештај о првој христијанизацији Срба може се датирати у 632—638; то је можда била Порфирогенитова конструкција или је можда обухватила ограничену групу старјешина племена, са слабијим пријемом међу ширим слојевима племена. Од 7. до средине 9. вијека били су под утицајем Римске цркве. Првобитна припадност одређеној епархији је неизвјесна, вјероватно није био јадрански центар. Раносредњовјековни Срби се сматрају хришћанима од 870-их, али тај процес је завршен крајем 9. вијека за вријеме Василија I, а средњовјековне некрополе до 13. вијека на територији савремене Србије показују „недовршен процес христијанизације” пошто је мјесно хришћанство зависило од друштвене структуре (градске и сеоске).
Сматра се да је проширење Цариградске патријаршије на преторијанску префектуру Илирик започео цар Лав III 731. када је припојио Сицилију и Калабрију, али је неизвјесно да ли се патријаршија проширила и на источне дијелове Илирика и Далмацију и предмет научне расправе. Експанзија се дефинитивно десила од средине 9. вијека, када су византијски цареви и цариградски патријарх захтијевали да црквене административне границе прате политичке границе. У истом вијеку, регија је такође била мета политичког спорења између Каролиншког царства и Византије. Најутицајнији и најуспјешнији био је цар Василије I, који је активно радио на стицају контроле над читавим Илириком (од грчког, бугарског, српског до хрватског народа). Василије I је вјероватно послао најмање једног посланика српском кнезу Мутимиру, који је одлучио да одржи заједницу цркве у Србији са Цариградском патријаршијом, када га је папа Јован VII позвао да се врати под јурисдикцију Сирмијумске епископије (Моравска архиепископија) у писму од маја 873. године.
Алексије П. Власто тврдио да је Рашка епархија основана за вријеме Мутимирове владавине, као Српска епископија, у Расу са сједиштем у цркви Светих апостола Петра и Павла, као дио општег плана успостављања епархија у словенским земљама Византије, који је потврдио Цариградски сабор 879—880. године, а најзначајнија одлука се односила на стварање аутономне архиепископије за Бугарску над којом је Римска црква изгубила јурисдикцију. Међутим, према Предрагу Коматини, у Србији се не помиње ниједна епископија. У раносредњовјековној Европи, постојање хришћанске цркве без епископа у одређеној земљи није било неуобичајено, а стављање под панонског епископа имплицира да у то вријеме није постојао мјесни српски епископ. Тибор Живковић је на основу примарних извора Цариградске патријаршије закључио да нема података о оснивању неког новог црквеног средишта и организације у Србији, да је српско црквено средиште и пријестоница била Достиника, док је Рас средином 9. вијека био само погранично утврђење које је од 1019. до 1020. постало црквено средиште епископије. У царској повељи Василија II из 1020. Охридској архиепископији, у којој су установљена права и јурисдикције, најраније је помињање Рашке епархије, у којој се наводи да је припадала Бугарској аутокефалној цркви у вријеме Петра I (в. 927—969) и Самуила (в. 977—1014). Била је мањег обима. Сматра се да ју је можда основао бугарски цар, али је највјероватније представљао посљедњи датум када је могла бити интегрисана у Бугарску цркву. Епархија је вјероватно тада постала део бугарске Моравске митрополије, али сигурно не Драчке. Ако је била на српској територији, изгледа да је црква у Србији или дио територије Србије био повезан и под утицајем Бугарске цркве између 870. и 924. године.
Са христијанизацијом у 9. вијеку јављају се хришћанска имена међу припадницима српских династија (Петар, Стефан, Павла, Захарије). Кнез Петар Гојниковић (в. 892—917) очигледно је био хришћански владар и хришћанско се вјероватно ширило у његово вријеме. Пошто се Србија граничила са Бугарском, одатле су долазили хришћански утицаји, а можда и мисионари, који су се појачавали током двадесетогодишњег мира. Бугарско освајање Србије 924. било је важно за будући правац Српске цркве. Најкасније до тада Србија је морала да добије ћириличко писмо и словеске вјерске списе, који су већ познати, али можда још увијек мање заступљени од грчког.

### Охридска архиепископија (1018—1219)
Послије коначног потчињава бугарске државе 1018, Василије II, да би истакао византијску побједу, успоставио је Охридску архиепископију снизивши Бугарске патријаршије на степен архиепископије. Архиепископија је остала аутокефална, одвојена од Цариградске патријаршије. Међутим, док је архиепископија у било ком другом погледу била потпуно независна, њена предстојатеља бирао је цар са списка од три кандидата коју је подносио мјесни црквени синод. У три сигилије издате 1020. Василије II је дао опсежне привилегије новој катедри. У првој и трећој повељи Василије II помиње се Српска епархија, док су другој повељи од 1020. помиње Рашка епархија, са сједиштем у цркви Светих апостола Петра и Павла у Расу..
Маријинско јеванђеље из 10. или 11. вијека, написано на старословенском језику и глагољичким писмом, један је од најстаријих познатих словенских рукописа. Дјелимично на написана српском редакцијом старословенског.

### Аутокефална архиепископија (1219—1346)
Српски кнез Растко Немањић, син великог жупана Стефана Немање, замонашио се у манастиру Пантелејмон на Светој Гори 1192, гдје је добио монашко име Сава. Три године касније, замонашио се и Стефан Немања као Симеон. Отац и син су тражили од монашке заједница да оснују српски манастир на рушевинама ранијег манастира Хеландариона, који су обновили. То је почетак ренесансе (у умјетности, књижевности и религији). Симеон преминуо у Хиландару 1199. и канонизован је као Свети Симеон. Сава је остао неколико година, уздижући се у монашком чину, а затим се 1207. вратио у Србију и са собом је понио очеве мошти, како би над њима измирио браћу Стефана и Вукана, након чега су мошти положене у манастир Студеницу. Стефан га је замолио да остане у Србији са својим клирицима, што је и учинио, пружајући народу широко пастирског старање и образовање. Сава је основао више цркава и манастира, међу њима и манастир Жичу. Стефан је проглашен за краља Србије 1217. и тиме су отворена разна питања црквеном преустроја.
Сава се вратио на Свету Гору 1217/18, припремајући се за успостављање аутокефалне Српске цркве. Посвећен је 1219. за првог српског архиепископа, а рукоположио га је цариградски патријарх Манојло I, тада у егзилу у Никеји. Исте године, Сава је објавио Законоправило. Срби су тада стекли оба облика независности — политички и религијски. Послије тога, Сава је остао у Студеници и наставио да образује српски народ у православној вјери. Касније је позвао на сабор против богумила, које је сматрао јеретицима. Сава је рукоположио неколико епископа, шаљући по Србији да уреде своје епархије. Наставио да је путује по манастира и земљама како би образовао народ. У манастиру Жичи је 1221. одржан сабор на којем је осуђено богумилство.
Архиепископ Арсеније је архиепископску катедру пренио у Пећки манастир 1253. године. Предстојатељи Српске цркве су се од тада кретали између двије катедре. Између 1276. и 1292. Кумани су спалили Жичу, а краљ Стефан Милутин (в. 1282—1321) обнављао га је од 1292. до 1309, за вријеме архиепископа Јевстатија II. Главно благо спаљеног манастира, укључујући мошти Светог Јевстатија I, пребачено је у Пећки манастир од 1289. до 1290. године. За вријеме Милутинове владавине обновљен је и манастир Грачаница, а за вријеме краља Стефана Уроша III (в. 1321—1331) подигнут је манастир Дечани, под надзором архиепископа Данила II.

### Средњовјековна патријаршија (1346—1463)
Стефан Душан је 16. априла 1346. (Ускрс) сазвао велики сабор у Скопљу, коме су присуствовали архиепископ српски Јоаникије II, архиепископ охридски Никола I, патријарх бугарски Симеон и разне старјешине манастира Свете Горе. На сабору је договорено, а затим свечано извршено уздизање аутокефалне Српске архиепископије у степен патријаршије. Архиепископ је од тада носио титулу патријарх српски, иако су га неки документи називали патријархом Срба и Грка, са сједиштем у манастиру Пећка патријаршија. Нови патријарх Јоаникије II је свечано крунисао Стефана Душана за „цара и самодршца Срба и Ромеја”. Заједно са уздизањем у степен патријаршије, епархије су уздигнуте у степен митрополије. Патријаршија је преузела суверенитет над Светом Гором и грчким архиепископијама (Епир, Македонија и Тесалија) под јурисдикцијом Цариградске патријаршије (Охридска архиепископија је остала аутокефална), што је довело до тога да је цариградски патријарх Калиста I 1350. изопштио Стефана Душана, српског патријарха и остале архијереје Српске цркве.
Тиме је изазван црквени раскол, који је окончан тек 1375. године, заслугом кнеза Лазара. Косовска битка 1389. и посљедице које је она изазвала имале су трајан утицај на средњовјековно насљеђе и каснију традицију Српске цркве. Када су Османлије 1455. освојили Пећку патријаршију, патријарх Арсеније II нашао је привремено уточиште у Смедереву, пријестоници Српске деспотовине.
Међу културно-умјетничким и књижевним заоставштинама које су настале под окриљем Српске цркве током средњег вијека, биле су житије, које су писане као биографије владара, архиепископа и светаца од 12. до 15. вијека.

### Обновљена патријаршија (1557—1766)
Најтежи период за Срспку цркву наступио је након османлијске окупације српских земаља. Накона пада Српске деспотовине 1459. године Османлије су настојале да контролишу СПЦ како би ослабиле српски национални идентитет и олакшале процес исламизације, или да би сузбила непрестане устанке народа који је инспирацију налазио управо у цркви и косовскозаветној етици. Српски народ је тада био изложен великим притисцима да пређе у ислам, али је црква успела да одржи верску и културну везу са народом, играјући кључну улогу у очувању српског језика, писма, вере и традиције.

Османско царство је освојило Српску деспотовину 1459, Краљевину Босну 1463, Војводство Светог Саве 1482. и Зету 1496. године. Све освојене земље су подијељене на санџаке. Иако су неки Срби прешли на ислам, већина је остала дио Српске цркве. Сама црква је наставила да постоји током османске владавине, иако не без неких пометњи. Послије смрти патријарха српског Арсенија II 1463, насљедник патријаршијског трона није изабран. Патријаршија је тако фактички укинута, а Српска црква је прешла под јурисдикцију Охридске архиепископије.
Послије неколико неуспјешних покушаја изведених од око 1530. до 1541. митрополита смедеревског Павла да поврати аутокефалност узурпирањем пећког трона и проглашавајући се не само за архиепископа пећког, него и патријарха српског, Српска патријаршија је коначно обновљена 1557. под султаном Сулејманом I, посредовањем османског трећег везира српског поријекла Мехмед-паше Соколовића. За патријарха је изабран његов рођак Макарије. Обновљена патријаршија била је од великог значаја за Србе, јер је помогла духовно уједињење Срба у Османском царству. Пећка патријаршије је обухватала и неке епархије у западној Бугарској.
За вријеме патријарха Јована, Османлије су из манастира Милешева однијели мошти Светог Саве на Врачарски плато, гдје их је Коџа Синан-паша спалио 1594. да би застрашио Срба (види Банатски устанак). Храм Светог Саве је подигнут на претпостављеном мјесту спаљивања моштију.
Послије посљедичних српских устанака против османске власти у којима је црква имала водећу улогу, Османлије су патријаршију поново укинуле 1766. године. Цјелокупна територија Пећке патријаршије под османском влашћу стављена је под јурисдикцију Цариградске патријаршије. Пећки пријесто је потиснут, а једанаест преосталих српских епархија је пребачено под окриље цариградског патријарха.

### Црква у Хабзбуршкој монархији
Хришћани широм Балкана били су под притиском да пређу на ислам, како би избјегли тешке порезе које су наметнуле Османлије као одмазду за устанке и стални отпор. Исламизација је била дјелимично успјешна у одређеним областима, при чему је већина Срба и поред негативних посљедица задржала хришћанску вјеру. Да би их избјегли, бројни Срби су се са својим јерарсима селили у Хабзбуршку монархију, гдје им је додијељена аутономија. Аутономна Карловачка митрополија је успостављен 1708, а од 1848. до 1920. имаће и звање патријаршије.
За вријеме владавине Марије Терезије (в. 1740—1780) одржано је више сабора православних Срба који су своје представника слали на хабзбуршки двор. Као одговор, издато је неколико царских аката, као што су Први (1770) и Други илирски регуламент (1777), који су касније замијењени Деклараторним рескриптом илирске нације 1779, којим су регулисана разна важна питања, од поступка избора српских епископа у Хабзбуршкој монархији, до управљања парохијама, епархијама и манастирима. Акт је остао на снази све док га није замијенио „Царски рескрипт” 10. августа 1868. године.

### Савремена историја
Блиска повезанос цркве са српским отпором османском власти довела је до нераскидиве везе православља са српским националним идентитетом и новом српском монархијом која је настала 1815. године. Српска црква у Кнежевини Србији стекла је аутономију 1831. у виду Београдске митрополије, која је остала под јурисдикцијом Цариградске патријаршије. Кнежевина Србија је стекла пуну политичку независност од Османског царства 1878, а убрзо након тога су почети преговори са Цариградском патријаршијом, што је за исход имало канонско признање аутокефалне Београдске митрополије 1879. године.
Истовремено, српске епархије у Босни и Херцеговини остале су под јурисдикцијом Цариградске патријаршије, али су након аустроугарске окупације 1878. мјесне епархије добиле унутрашњу аутономију, регулисану Конвенцијом из 1880, који су потписали представници аустроугарских власти и Цариградске патријаршије.
У јужним епархијама, које су остале под османском влашћу, српски митрополити су постављани до краја 19. вијека. Тако да је до почетка 20. вијека постојало неколико покрајинских цркава, међу којима су Карловачка патријаршија у Хабзбуршкој монархији, Београдска митрополија у Кнежевини Србији и Цетињска митрополија у Кнежевини Црној Гори.
Током Првог свјетског рата, Српска црква је претрпјела огромне жртве.

#### Уједињење покрајинских цркава и међуратни период
Након ослобођења и политичког уједињења, које је оствареном стварањем Краљевства Срба, Хрвата и Словенаца 1918, сви православни Срби су стављени под јединствену црквену власт, а све српске црквене покрајине и епархије уједињене у јединствену Српску православну цркву 1920. године. Први предстојатељ уједињене Српске цркве био је патријарх Димитрије. Српска црква је стекла велики политички и друштвени утицај у Краљевини Југославији и зато вријеме је успјешно водила кампању против намјера владе да потпише конкордат са Светом столицом.
Српска црква је задржала под својом јурисдикцијом Будимску епархију у Мађарској. За Чешке земље је 1921. успоставила нову епархију на челу са епископом Гораздом. Истовремено, извршена је реорганизација Српске цркве у дијаспори и успостављена је Епархија за Америку и Канаду. За православце у источној Словачкој и Карпатској Русији успостављен је Мукачевско-прешовска епархија 1931. године.
Српска православна црква је током Другог свјетског рата тешко страдала од прогона окупаторских сила и антисрпског усташког режима Независне Државе Хрватске, који је спроводио геноцид над православним српским становништвом и настојао да створи Хрватску православну цркву, којој би преживели православни Срби били принуђени да се придруже. Многи Срби су убијени, протјерани или присиљени да пређу у католицизам током геноцида над Србима; епископи и свештеници Српске православне цркве су прогоњени и убијани, а многе православне цркве су оштећене или уништене. Од 577 српских православних свештеника, монаха и других црквених достојанственика у НДХ, убијено је између 214 и 217, а 334 протјерана су у Подручје Војног заповједника у Србији под контролом Нацистичке Њемачке. Неке од њих су усташе брутално мучили и осакаћивали прије него што су убијени. На подручје Босне и Херцеговине усташе су убиле 71 православног свештеника, партизани 10, Нијемци 5, а 45 је умрло у првој деценији под завршетку Другог свјетског рата.

#### Под комунистичком влашћу
Током периода комунистичке владавине вршен је период прогона свештенства и појединих активних вјерника СПЦ. Брозова КПЈ се залагала за стриктно одвајање цркве од државе и маргинализовање религијских институција. Црква је била под сталним надзором и притиском да не учествује у јавном животу, а многи епископи и свештеници су били прогоњени или затварани због своје верске активности, поједини су пред крај рата убијени од стране комуниста, а застрашивање, прогон, шиканирање и убијање нису престали ни након рата. И поред тога, СПЦ је наставила да игра важну улогу у очувању српског идентитета, посебно у време када је комунистичка идеологија настојала да потисне националне и верске различитости у корист „братства и јединства”. Иако потпуно потиснута на друштвену маргину Српска црква је током комунистичког периода изнедрила духовне величине које су не само очувале национални идентитет Срба, већ поставиле још дубље темеље Светосавља (Владика Николај, Јустин Поповић).

#### Савремени период
У савременој Црној Гори под влашћу режима Мила Ђукановића, 29. 12. 2019. усвојен је Закон о слободи вјероисповјести, на коме су Ђукановић и сарадници радили од 2014. Закон је предвиђао пребацивање имовине СПЦ за коју не постоји доказ о власништву прије 1918. као и већи увид државе у финансијске токове цркве. Митрополит Амфилохије предводио је народ у вишемјесечним бурним протестима. Након пада Ђукановићевег тродеценијског режима, нова скупштинска већина је 29. 12. 2020. изгласала измјене спорних одредби закона. Трећег августа 2022. потписан је Темељни уговор између Српске православне цркве и Црне Горе.

## Устројство
Српска православна црква (обновљена Пећка патријаршија) јесте једна, недељива и аутокефална помесна црква која одржава литургијско, догматско и канонско јединство са осталим помесним црквама. Њен основни црквеноправни акт је Устав Српске православне цркве. Помесна црква се управља на основу Светог писма и Светог предања, правила васељенских сабора и од њих признатих правила светих апостола, помесних сабора и светих отаца, као и Устава СПЦ и уредаба, правилника и начелних одлука надлежних црквених власти.
На челу Српске православне цркве стоји патријарх српски (пуна титула „архиепископ пећки, митрополит београдско-карловачки и патријарх српски”) као њен врховни поглавар. Патријарх је председник Светог архијерејског сабора, Светог архијерејског синода и Патријаршијског управног одбора. Патријарх има сва права и дужности епархијског архијереја у својој Архиепископији београдско-карловачкој и њом управља уз помоћ својих викарних епископа.
Највише црквене власти, тела и органи су: Свети архијерејски сабор, Свети архијерејски синод, Велики црквени суд и Патријаршијски управни одбор. На челу свих ових црквених власти, осим Великог црквеног суда, налази се патријарх српски.
Свети архијерејски сабор Српске православне цркве је највише јерархијско представништво, црквенозаконодавна власт и врховна судска власт. Сабор састављају сви епархијски архијереји под председништвом патријарха. У раду Сабора без права одлучивања учествују и викарни епископи, а умировљени епископи по позиву. Свети архијерејски синод Српске православне цркве је највиша извршна (управна и надзорна) власт. Првостепени је суд за несугласице и кривице архијереја. Синод састављају патријарх и четири епархијска архијереја.
Велики црквени суд Српске православне цркве је виша црквена судска власт за кривице свештеника, монаха и световњака и за црквенобрачне спорове, као и за све црквене спорове унутрашње црквене управе који не спадају у судску надлежност Сабора и Синода. Председник Великог црквеног суда је један од чланова Синода. Патријаршијски управни одбор Српске православне цркве је врховна извршна (управна и надзорна) власт над црквено-самоуправним органима. Састављају га патријарх, два члана Светог архијерејског синода, један представник манастира, три свештеника и седам световњака.
У Београду постоји Музеј Српске православне цркве чији је најстарији експонат Дечанско апокрифно јеванђеље из 13. века. Обновљена поставка Музеја свечано је отворена 31. маја 2013. године.
Српска православна црква додељује Орден Светог Саве, а од 2009. године уведено је и шест нових одликовања.

## Епархије
Српска православна црква је епископална. Епархије су главне црквеноадминистративне јединице. Непосредни поглавар епархије је епархијски архијереј. Епархију чине архијерејска намесништва, црквене општине, парохије и манастири.
Канонска територија и дијаспора Српске православне цркве подељена је на укупно 39 епархија:
- 1 архиепископију;
- 4 митрополије;
- 34 епископије.

## Светитељи Српске православне цркве
Најзначајнији светитељи Српске православне цркве су:
- Свети Сава, први српски архиепископ
- Свети Симеон Мироточиви
- Свети кнез Лазар
- Света царица Милица
- Свети Стефан Лазаревић
- Свети краљ Милутин
- Свети краљ Драгутин
- Свети краљ Стефан Дечански
- Свети цар Урош
- Свети Зосим Тумански
- Свети Ђорђе Кратовац
- Преподобна мати Ангелина
- Свети Максим (Бранковић)
- Свети Стефан Штиљановић
- Преподобна мати Параскева-Света Петка
- Свети Василије Острошки
- Свети Петар Цетињски
- Свети Петар Коришки
- Свети Јоаникије Девички
- Свети владика Николај Велимировић
- Свети владика Платон Бањалучки
- Свети Јустин Ћелијски
- Свети Симеон Дајбапски
- Свети Доситеј митрополит загребачки

и још велики број светитеља, преподобних, великомученика и мученика који су пострадали исповедајући православну веру.

## Храмови и манастири
Српска православна црква има велики број храмова и манастира. Многи од ових манастира и цркава су настали у време Немањића (12. век) и имају иконе и фреске од изузетног значаја и вредности за целокупну светску културу,
а нарочито за хришћанску културу и цивилизацију. Стога је УНЕСКО на листу светске културне баштине до сада уврстио манастире: Високи Дечани, Студеница и Сопоћани, док се у поступку налазе и манастири: Грачаница и Пећка патријаршија, као и црква Богородице Љевишке у Призрену. Међу познатије и значајније спадају:
- Храм Светог Саве на Врачару (који спада међу највеће храмове у свијету), Саборна црква у Београду, Саборна црква у Сремским Карловцима и Црква Светог Марка у Београду.
- манастири: Хиландар, Студеница, Жича, Грачаница, Дечани, Свети Архангели, Сопоћани, Пећка патријаршија, Девич, Милешева, Раваница, Љубостиња, Ћелије, Троноша, Острог, Цетињски манастир, Хопово, Крушедол, Враћевшница, Манасија, Ђурђеви Ступови, Лепавина, Крка, Крупа, Драговић, Бањска, Пива, Савина, Соко, Горњак, Витовница, Радовашница, Тавна, Моштаница, Добрун, Озрен, Свете Тројице код Пљеваља.

## Галерија
- Патријарх српски Порфирије је 46. врховни поглавар Српске православне цркве од 2021. године
- Свети Василије Острошки
- Манастир Пећка патријаршија
- Српске цркве брвнаре
- Саборна црква у Београду
- Манастир Острог
- Мапа епархија СПЦ у Европи
- Мапа епархија у Северној Америци
- Мапа епархија у Јужној Америци
- Мала епархија у Аустралији